# Hôtel de Brueys
L'Hôtel de Brueys, également appelé Hôtel André ou Hôtel d'Aubais, et plus rarement Hôtel de Fabrique, est un édifice civil de la ville de Nîmes, dans le département du Gard et la région Languedoc-Roussillon. Partiellement inscrit monument historique en 1964, il fait l'objet d'une inscription totale depuis 2012.

## Localisation
L'édifice est situé 3 rue Dorée.

## Historique
XVIIe siècle : construction.
Il est souvent appelé Hôtel d'Aubais en référence à la famille qui le possédait avant sa vente en 1620 à la famille de Fabrique, également propriétaire du château de Rodilhan, qui l’a conservé plus de 150 ans.
1781 : aménagements réalisés par la famille André

## Architecture
Des guirlandes sur la façade.

Un portique toscan imposant.

L'escalier a une rampe en fer forgé.